# نظام تعزيز الصوت
نظام تعزيز الصوت أو نظام تقوية الصوت هو مزيج من الميكروفونات ومعالجات الإشارة والمضخمات الإلكترونية ومكبرات الصوت في صناديق مكبرات الصوت(loudspeaker enclosure أو loudspeaker cabinet) يتم التحكم فيها جميعًا بواسطة وحدة خلط تجعل الأصوات الحية (المباشرة) أو المسجلة مسبقًا أعلى، وقد توزع هذه الأصوات أيضًا على مساحة واسعة لتصل إلى جمهور أكبر أو أبعد.يمكن أن تتنوع أنظمة تعزيز الصوت من إعدادات معقدة إلى شيء بسيط مثل نظام مخاطبة عامة صغير، يتكون من ميكروفون واحد متصل بمكبر صوت ومضخم إلكتروني. في العديد من المواقف، يُستخدم نظام تعزيز الصوت أيضًا لتعزيز أو تغيير صوت المصادر على المسرح، عادةً باستخدام المؤثرات الإلكترونية، مثل رد الصوت، بدلاً من مجرد تضخيم المصادر دون تغيير. الهدف الرئيسي من تعزيز الصوت هو السماح للصوت بالوصول إلى جمهور أكبر أو أبعد مع الحفاظ على جودة الصوت الحالي أو تحسينها، بدلاً من مجرد تضخيمه.
في أي نظام تعزيز صوتي نموذجي، يتم التقاط صوت الآلات بواسطة الميكروفونات وتحويلها إلى إشارات كهربائية. ثم يتم إرسال الإشارات عبر الكابلات إلى الخلاط، والذي يلعب دورًا مهمًا في موازنة مستوى الصوت بين الميكروفونات المتعددة. المرحلة التالية في الرحلة هي مكبر الطاقة، والذي يستخدم لزيادة سعة الإشارات الكهربائية المستلمة من مخرجات الخلاط حتى تتمكن السماعات من إعادة إنتاج الصوت. أخيرًا، تقوم السماعات بتحويل الإشارات الكهربائية مرة أخرى إلى صوت صوتي.

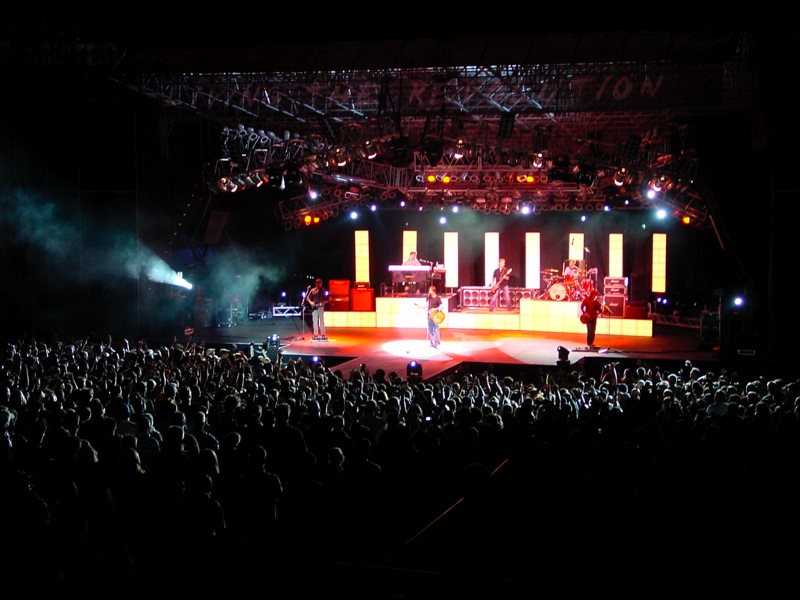
تستخدم الحفلات الموسيقية الخارجية الكبيرة أنظمة تقوية صوتية معقدة وقوية.

قد يكون نظام تعزيز الصوت لحفل موسيقى الروك في الاستاد معقدًا للغاية، بما في ذلك مئات الميكروفونات وأنظمة معقدة لخلط الصوت المباشر ومعالجة الإشارات وعشرات الآلاف من وحدات الواط لقوة مضخمات الصوت ومصفوفات مكبرات الصوت المتعددة، وكلها تحت إشراف فريق من مهندسي الصوت والفنيين. من ناحية أخرى، يمكن أن يكون نظام تعزيز الصوت بسيطًا، مثل نظام مخاطبة الجماهير (PAS)الصغير الذي يتكون على سبيل المثال من ميكروفون واحد متصل بمكبر صوت مضخم بقوة 100 وات لمغني عازف جيتار يعزف في مقهى صغير. في كلتا الحالتين، تعمل هذه الأنظمة على تعزيز الصوت لجعله أعلى أو إيصاله إلى جمهور أوسع.
يختلف بعض مهندسي الصوت وغيرهم في صناعة الصوت الاحترافي حول ما إذا كان ينبغي تسمية أنظمة الصوت هذه بأنظمة تعزيز الصوت أو أنظمة مخاطبة الجماهير. التمييز بين المصطلحين من خلال التكنولوجيا والقدرة أمر شائع، بينما يميز آخرون من خلال الاستخدام المقصود (على سبيل المثال، أنظمة تعزيز الصوت مخصصة لدعم الأحداث الحية وأنظمة مخاطبة الجماهير مخصصة لإعادة إنتاج الكلام والموسيقى المسجلة في المباني والمؤسسات). في بعض المناطق أو الأسواق، يكون التمييز بين المصطلحين مهمًا، على الرغم من أن المصطلحين يُعتبران مترادفين في العديد من الدوائر المهنية.

## المفهوم الأساسي

نظام تعزيز الصوت الأساسي الذي يمكن استخدامه في مكان موسيقي صغير. توجد مكبرات الصوت الرئيسية للجمهور على يسار ويمين المسرح. يساعد صف من مكبرات صوت المراقبة الموجهة نحو المؤدين على المسرح على سماع غنائهم وعزفهم. يجلس مهندس الصوت في الجزء الخلفي من الغرفة، ويدير وحدة الخلط، والتي تشكل الصوت وحجم جميع الأصوات والآلات.

يتكون نظام تعزيز الصوت النموذجي من؛ محوالات الإدخال (مثل الميكروفونات)، التي تحول طاقة الصوت مثل الشخص الذي يغني إلى إشارة كهربائية، ومعالجات الإشارة التي تغير خصائص الإشارة (مثل الموازنات التي تضبط القرار والجواب، والضواغط التي تقلل من ذروات الإشارة، وما إلى ذلك)، والمضخمات الإلكترونية، التي تنتج نسخة قوية من الإشارة الناتجة التي يمكنها تشغيل مكبر الصوت ومحولات الإخراج (مثل مكبرات الصوت في صناديق مكبرات الصوت)، التي تحول الإشارة مرة أخرى إلى طاقة صوتية (الصوت الذي يسمعه الجمهور والفنانون). تتضمن هذه الأجزاء الأساسية أعدادًا متفاوتة من المكونات الفردية  لتحقيق الهدف المطلوب المتمثل في تعزيز وتوضيح الصوت للجمهور أو الفنانين أو الأفراد الآخرين.

### مسار الإشارة
يتضمن تعزيز الصوت في نظام التنسيق الكبير عادةً مسار إشارة يبدأ بمدخلات الإشارة، والتي قد تكون آلات لاقطة (على القيثارة الكهربائية أو القيثارة الجهرية) أو ميكروفون يغني فيه المغني أو ميكروفون موضوع أمام آلة أو مضخم القيثار. يتم توصيل مدخلات الإشارة هذه بمقابس الإدخال الخاصة بكابل متعدد النواة سميك (يُطلق عليه غالبًا اسم الثعبان). ثم يقوم الثعبان بتوصيل إشارات جميع المدخلات إلى وحدة خلط واحدة أو أكثر.
في مقهى أو ملهى ليلي صغير، قد يتم توجيه الثعبان إلى وحدة خلط واحدة فقط، والتي يستخدمها مهندس الصوت لضبط الصوت وحجم الغناء على المسرح والأدوات التي يسمعها الجمهور من خلال مكبرات الصوت الرئيسية وضبط مستوى مكبرات صوت المراقبة التي تستهدف المؤدين.
عادةً ما تقوم أماكن الأداء المتوسطة إلى الكبيرة الحجم بتوجيه الإشارات على المسرح إلى وحدتي خلط: واجهة المنزل (FOH)، ونظام مراقبة المسرح، والذي غالبًا ما يكون خلاطًا ثانيًا على جانب المسرح. في هذه الحالات، يلزم وجود مهندسي صوت على الأقل؛ أحدهما لإجراء الخلط الرئيسي للجمهور في واجهة المنزل والآخر لإجراء خلط الشاشة للمؤدين على المسرح.
بمجرد وصول الإشارة إلى مدخل على وحدة الخلط، يمكن تعديل هذه الإشارة بعدة طرق بواسطة مهندس الصوت. يمكن معادلة/موازنة الإشارة (على سبيل المثال، عن طريق ضبط القرار أو والجواب)، أو ضغطها (لتجنب ذروات الإشارة غير المرغوب فيها)، أو توزيعها (أي إرسالها إلى مكبرات الصوت اليسرى أو اليمنى). يمكن أيضًا توجيه الإشارة إلى معالج مؤثرات خارجي، مثل مؤثر رد الصوت، والذي ينتج نسخة رطبة (مؤثرة) من الإشارة، والتي يتم خلطها عادةً بكميات متفاوتة مع الإشارة الجافة (خالية من المؤثرات). تُستخدم العديد من وحدات المؤثرات الإلكترونية في أنظمة تعزيز الصوت، بما في ذلك خط التأخير الرقمي ورد الصوت. تستخدم بعض الحفلات الموسيقية مؤثرات تصحيح النغمة (على سبيل المثال، الضبط التلقائي Autotune)، والتي تصحح إلكترونيًا أي غناء خارج النغمة.
تحتوي وحدات الخلط أيضًا على عمليات إرسال إضافية، يشار إليها أيضًا باسم auxes أو aux sends (اختصار لـ "الإرسال المساعد")، على كل قناة إدخال حتى يمكن إنشاء خلط مختلف وإرساله إلى مكان آخر لغرض آخر.

## معرض الصور

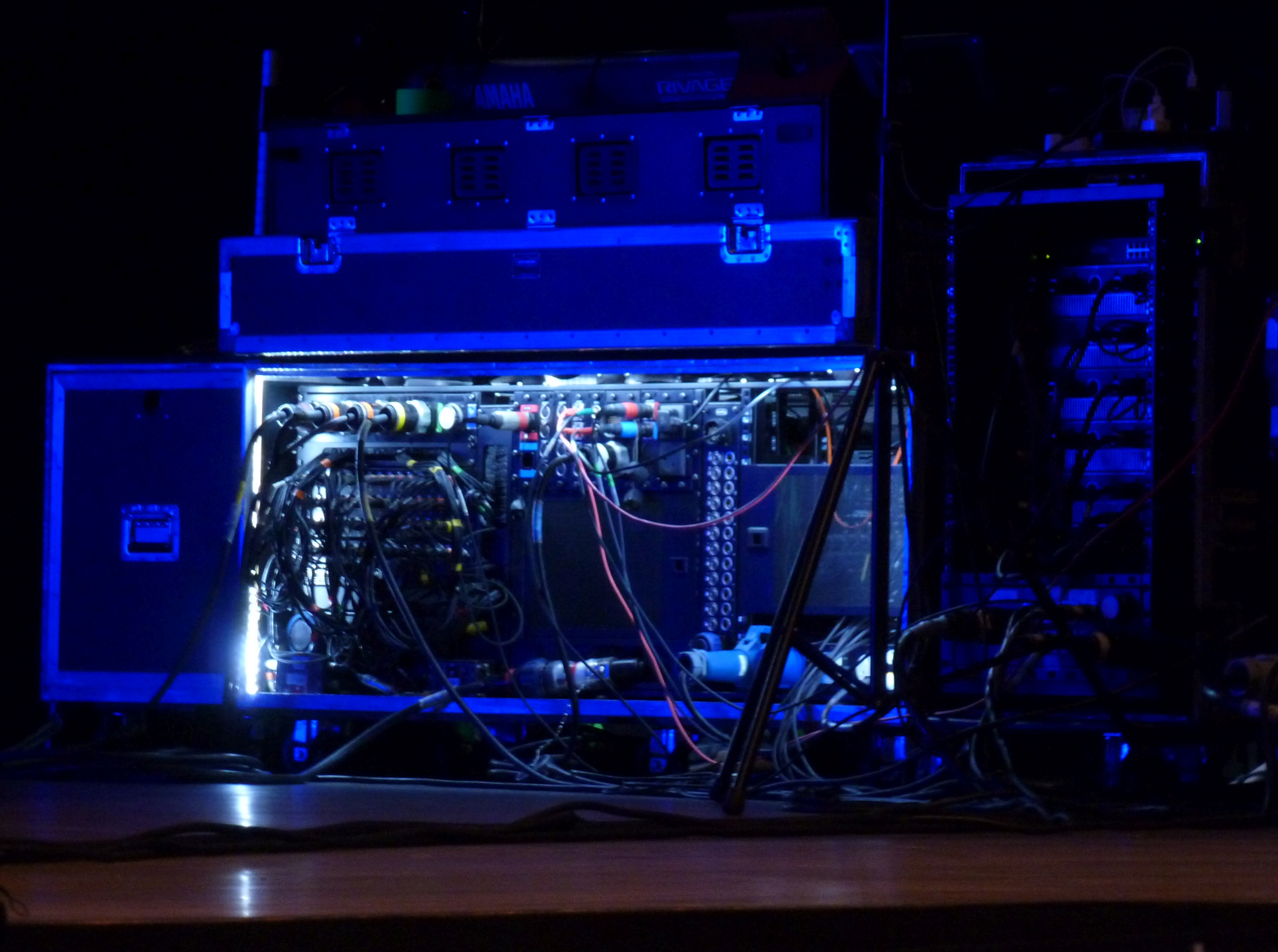
اللوحة الخلفية لنظام تقوية صوت متوسط الحجم يقع على أحد جانبي المسرح في حفل موسيقي شعبي في مكان يتسع لـ 3200 مقعد. (تغطي الصورة حوالي 3 أمتار من اليسار إلى اليمين).
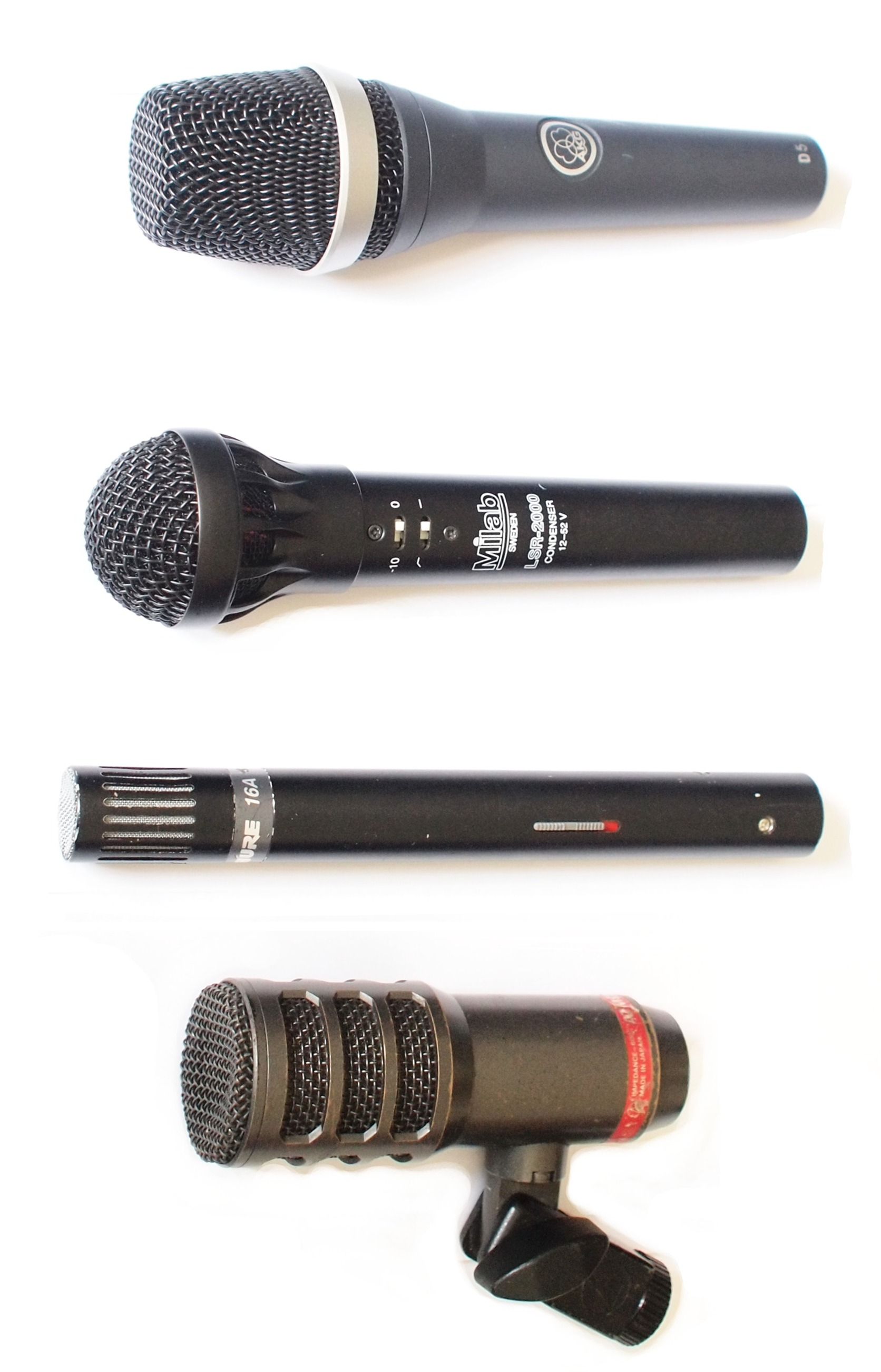
يستخدم مهندسو الصوت مجموعة واسعة من الميكروفونات لتطبيقات الصوت المباشر المختلفة.
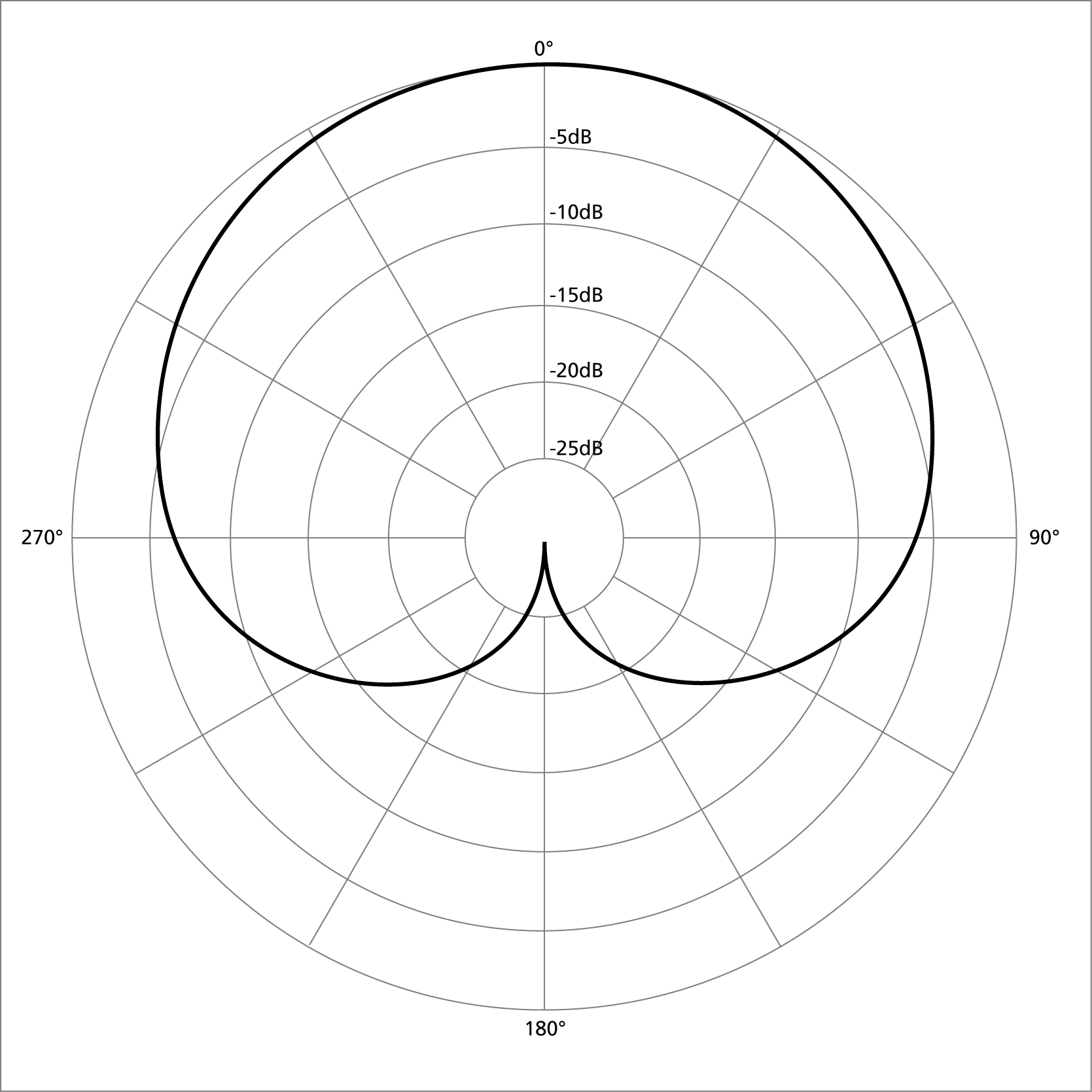
تُستخدم الميكروفونات القلبية على نطاق واسع في الصوت المباشر، لأن نمط التقاطها "على شكل تفاحة" يرفض الأصوات من الجانبين والجزء الخلفي من الميكروفون، مما يجعله أكثر مقاومة لـ "لصياح"الارتجاع الصوتي (العويل) غير المرغوب فيه.
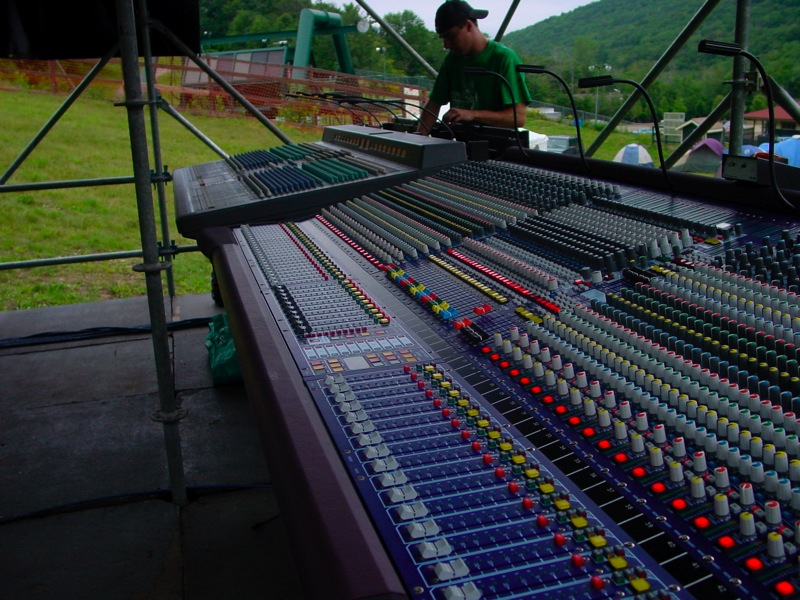
جهاز خلط Yamaha PM4000 وMidas Heritage 3000 في مقدمة الحفل الموسيقي في الهواء الطلق.
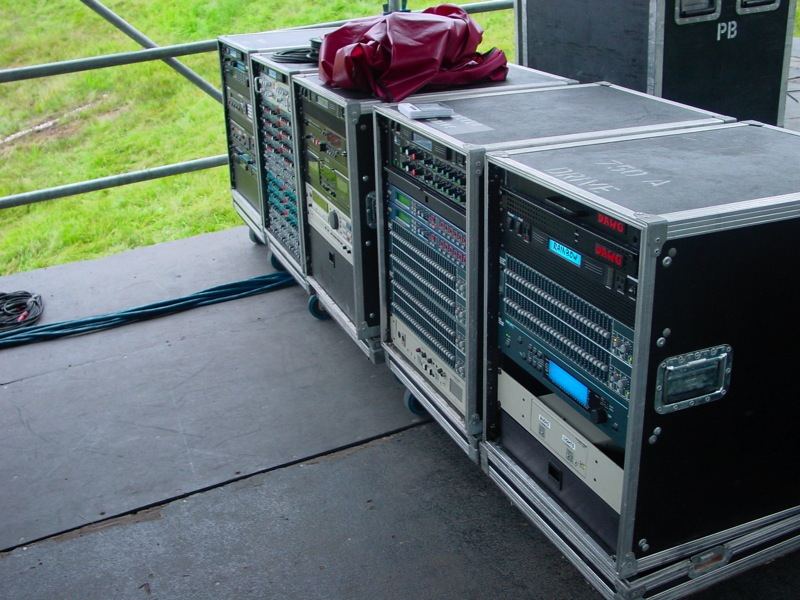
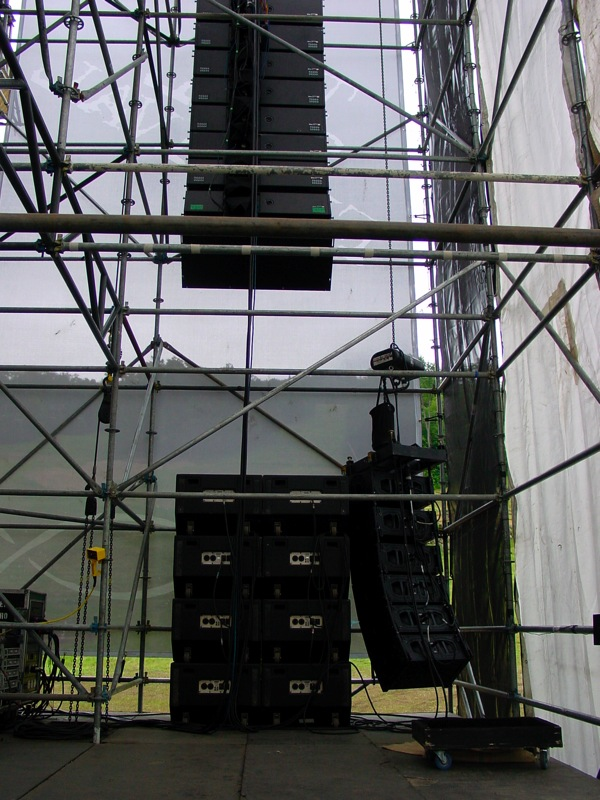
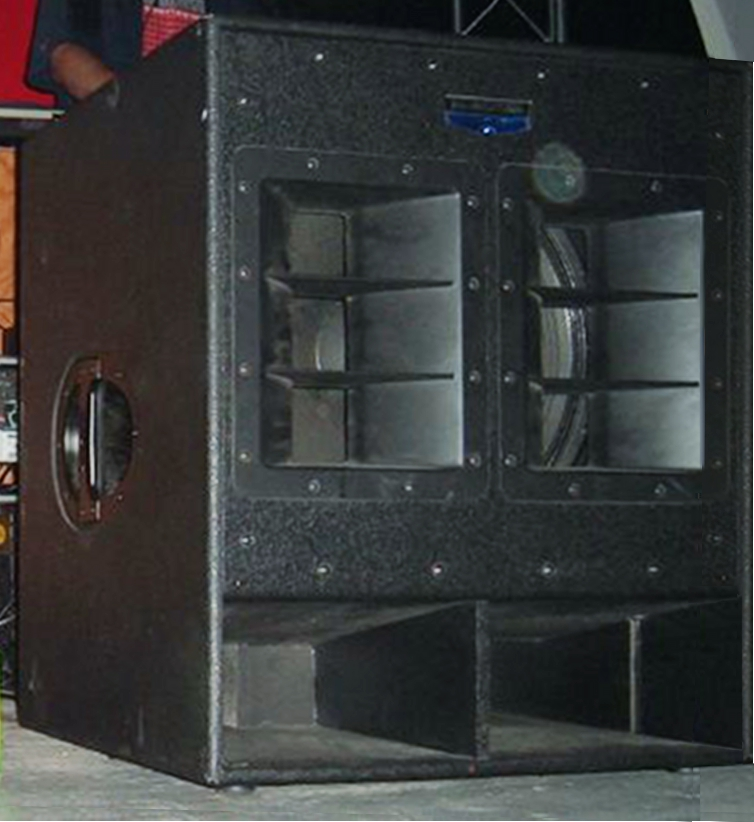
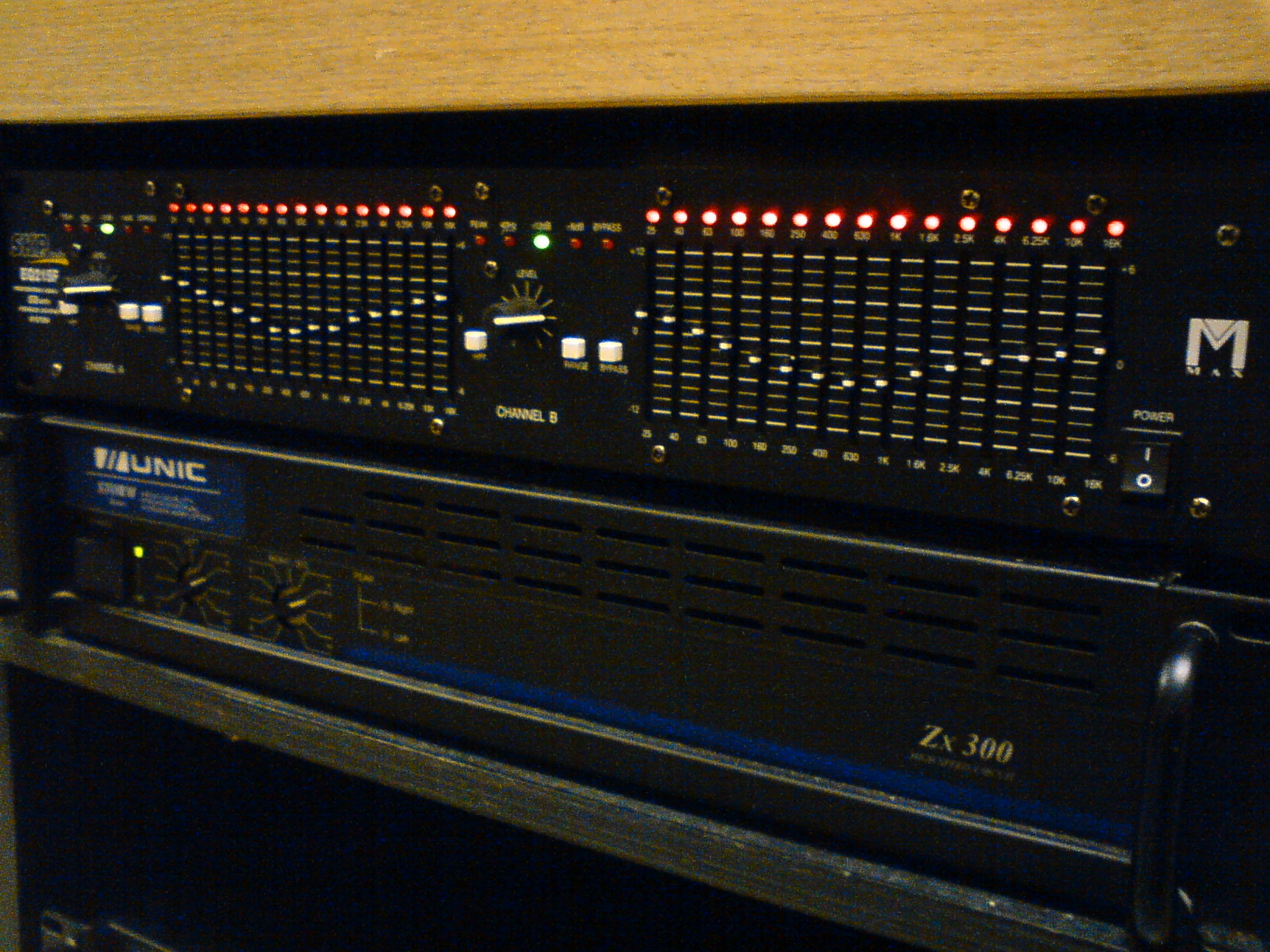
مُعادل/موازن صوتي رسومي
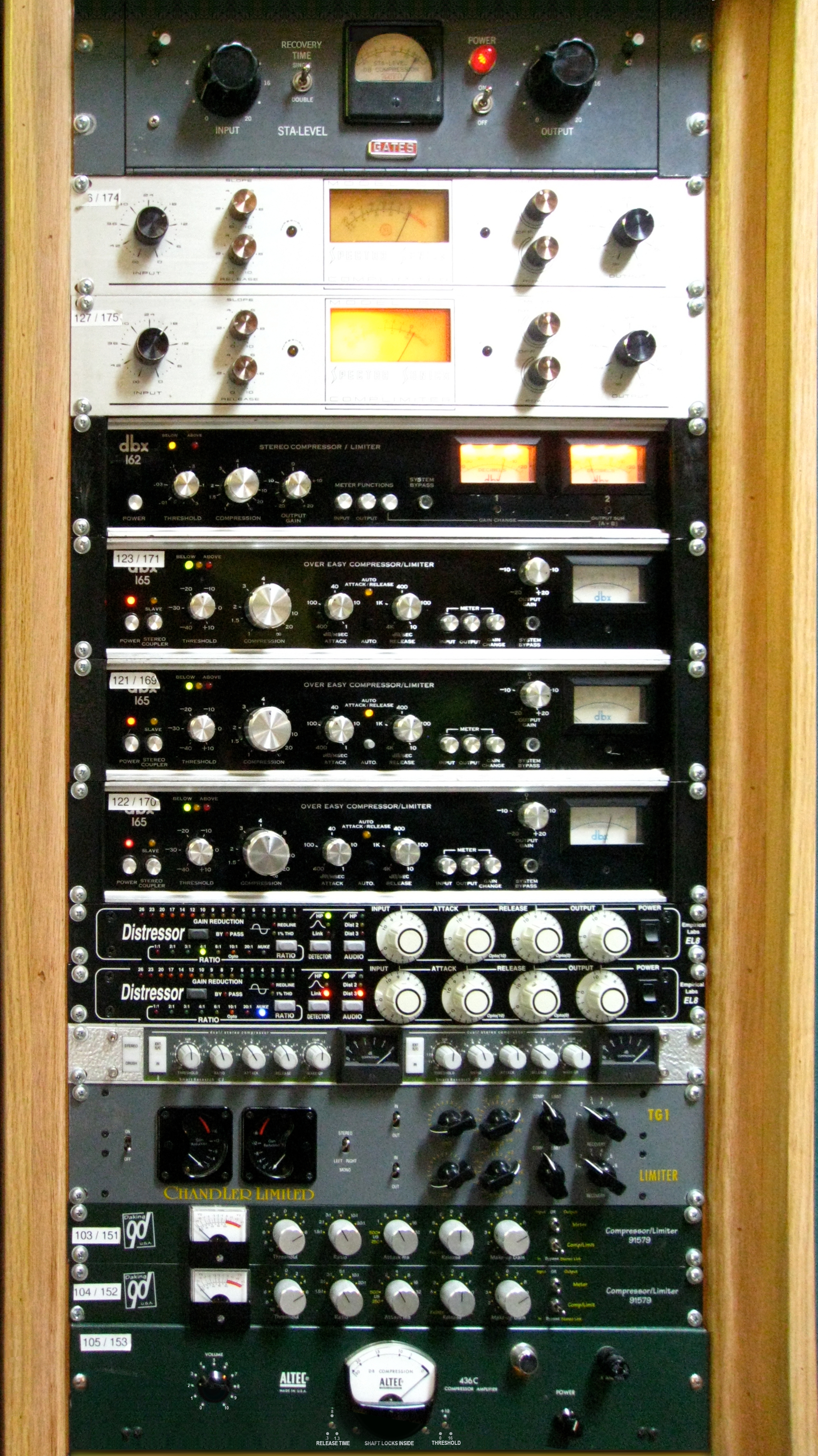
الضواغط الصوتية الإلكترونية.
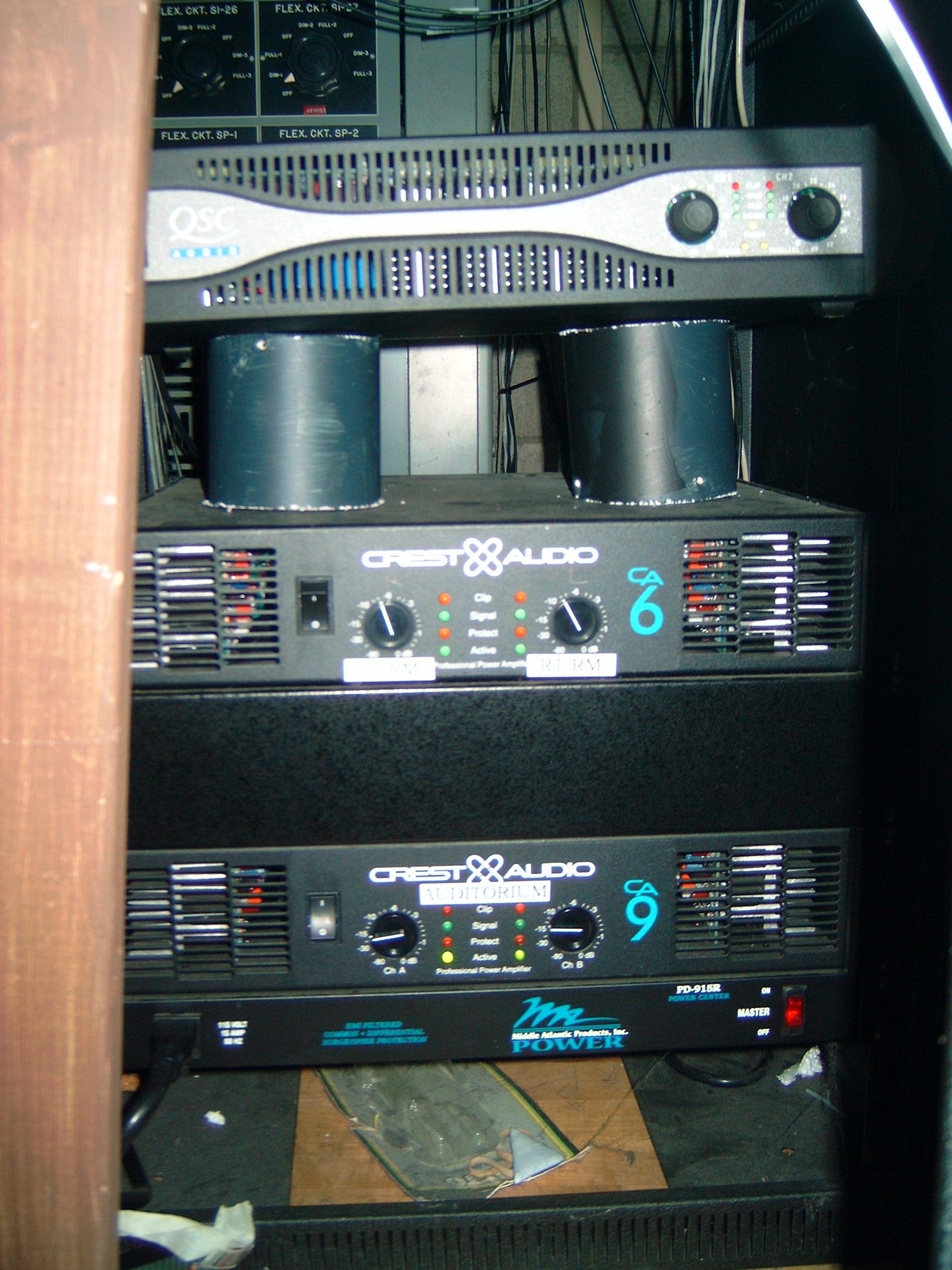
ثلاثة مضخمات صوتية.
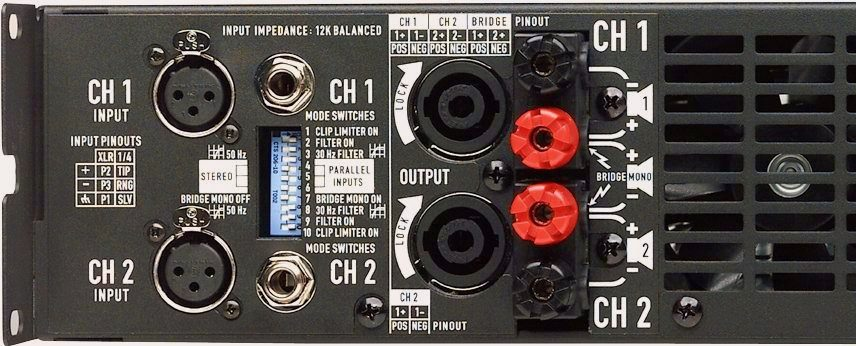
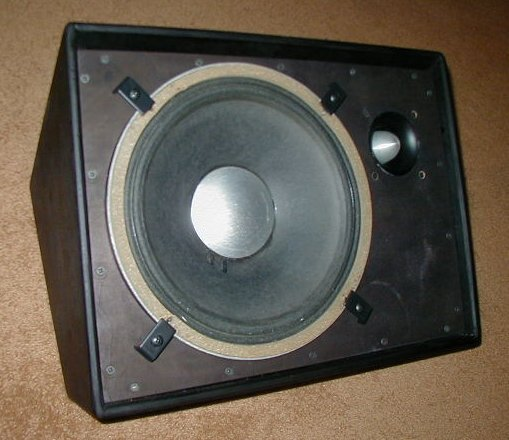
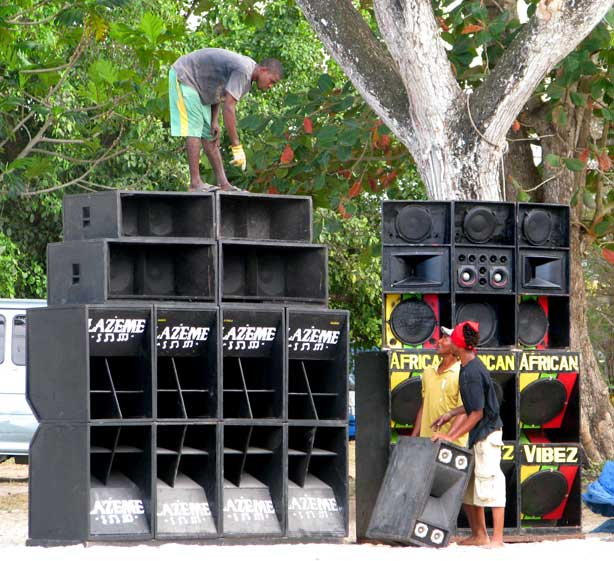
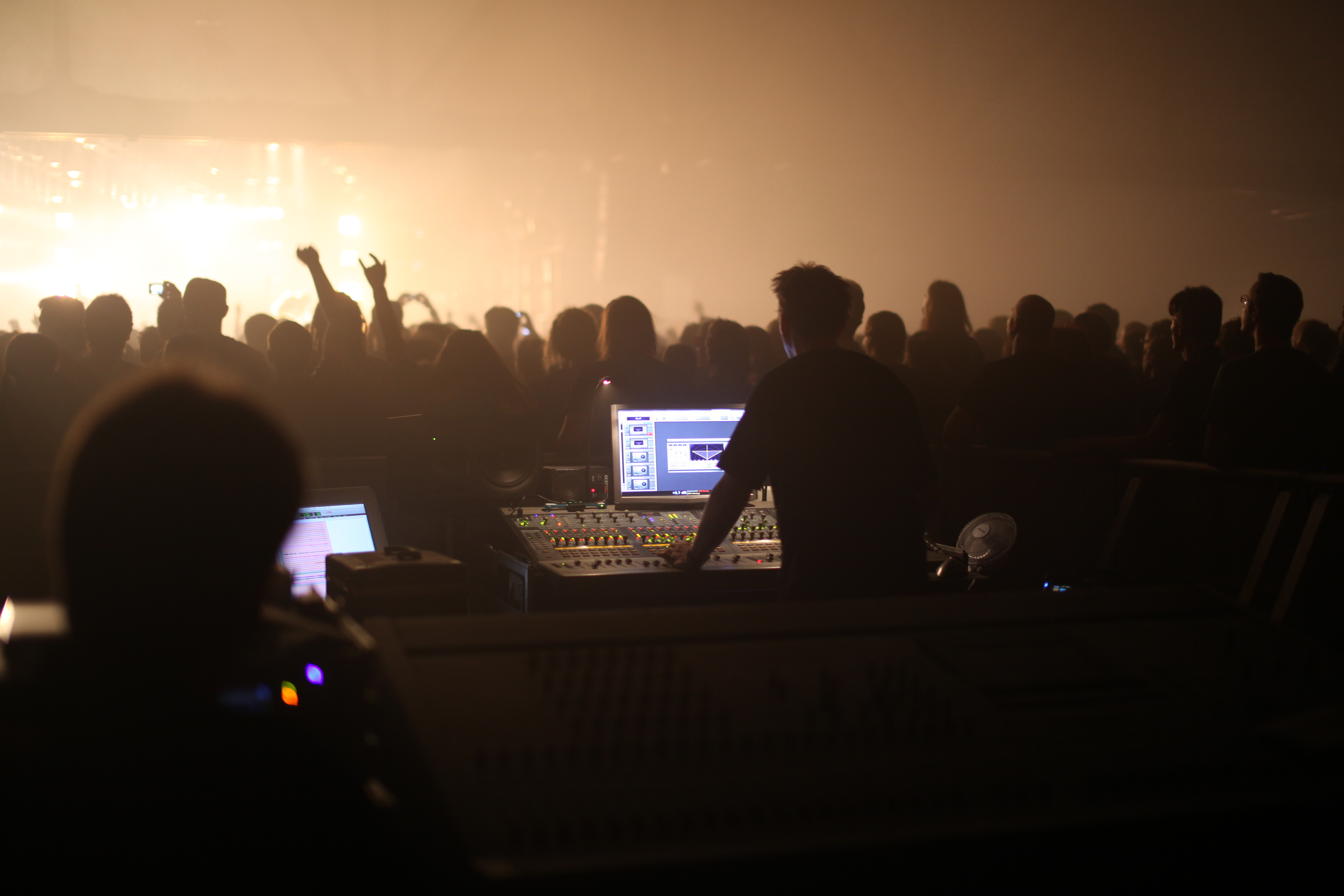
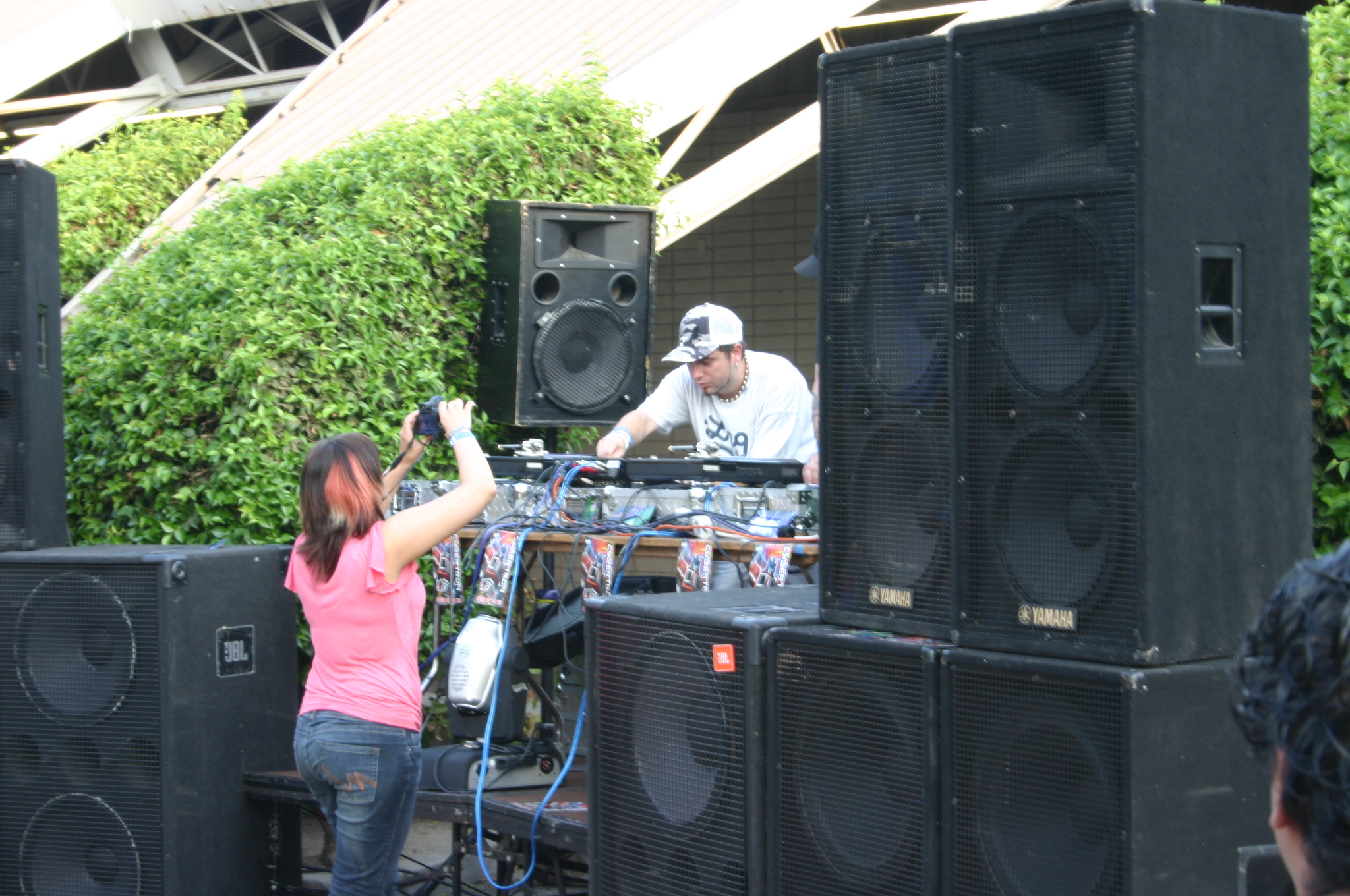
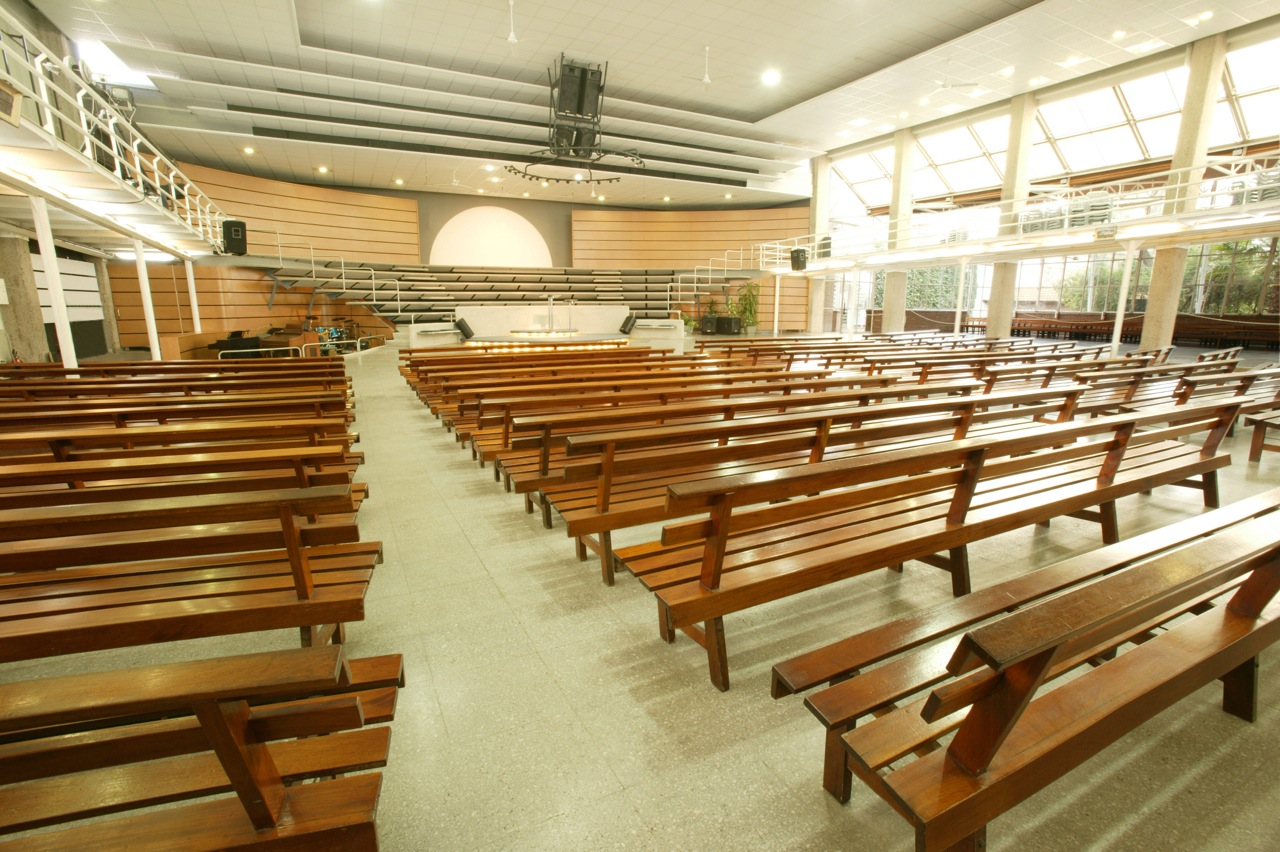
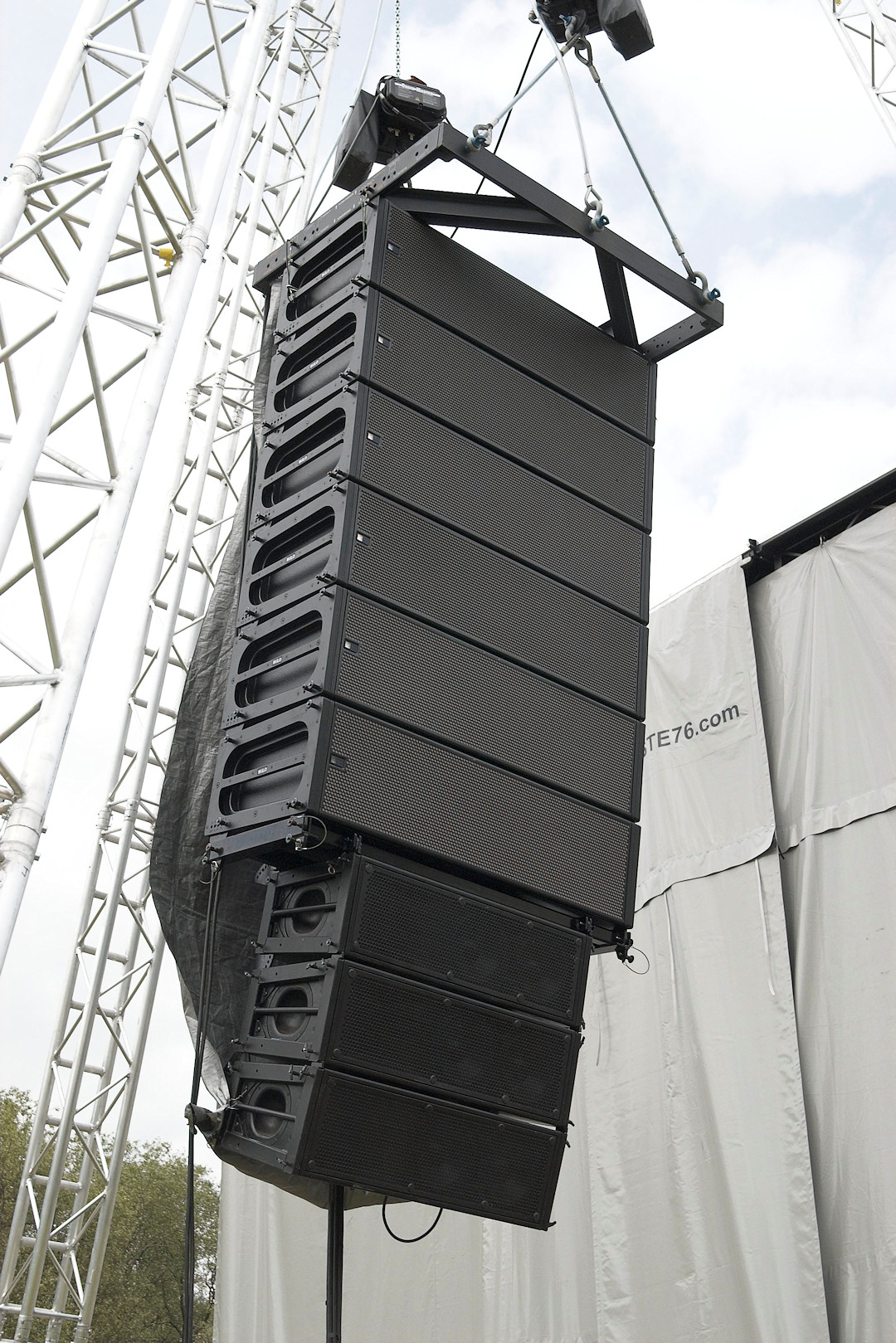
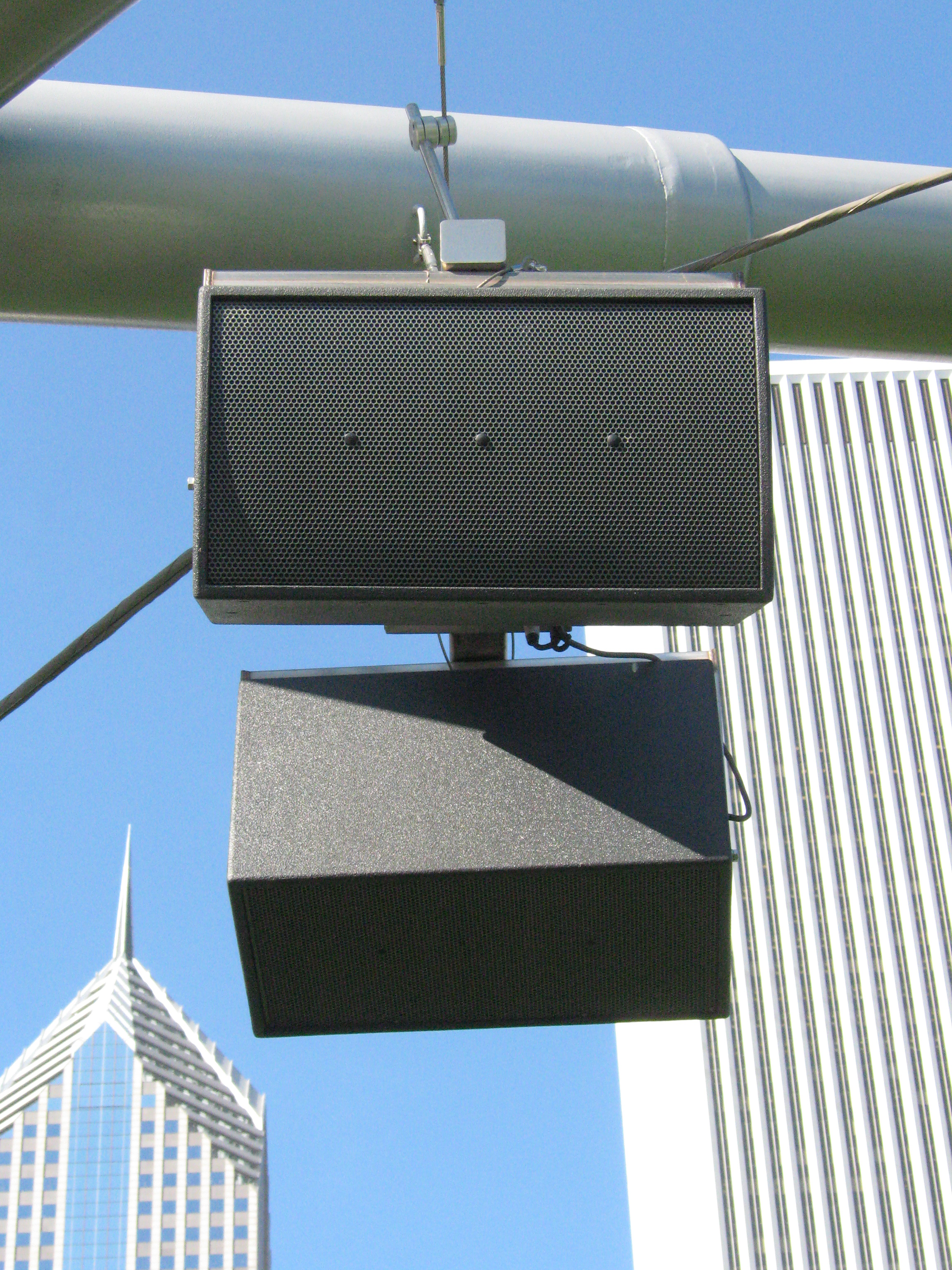
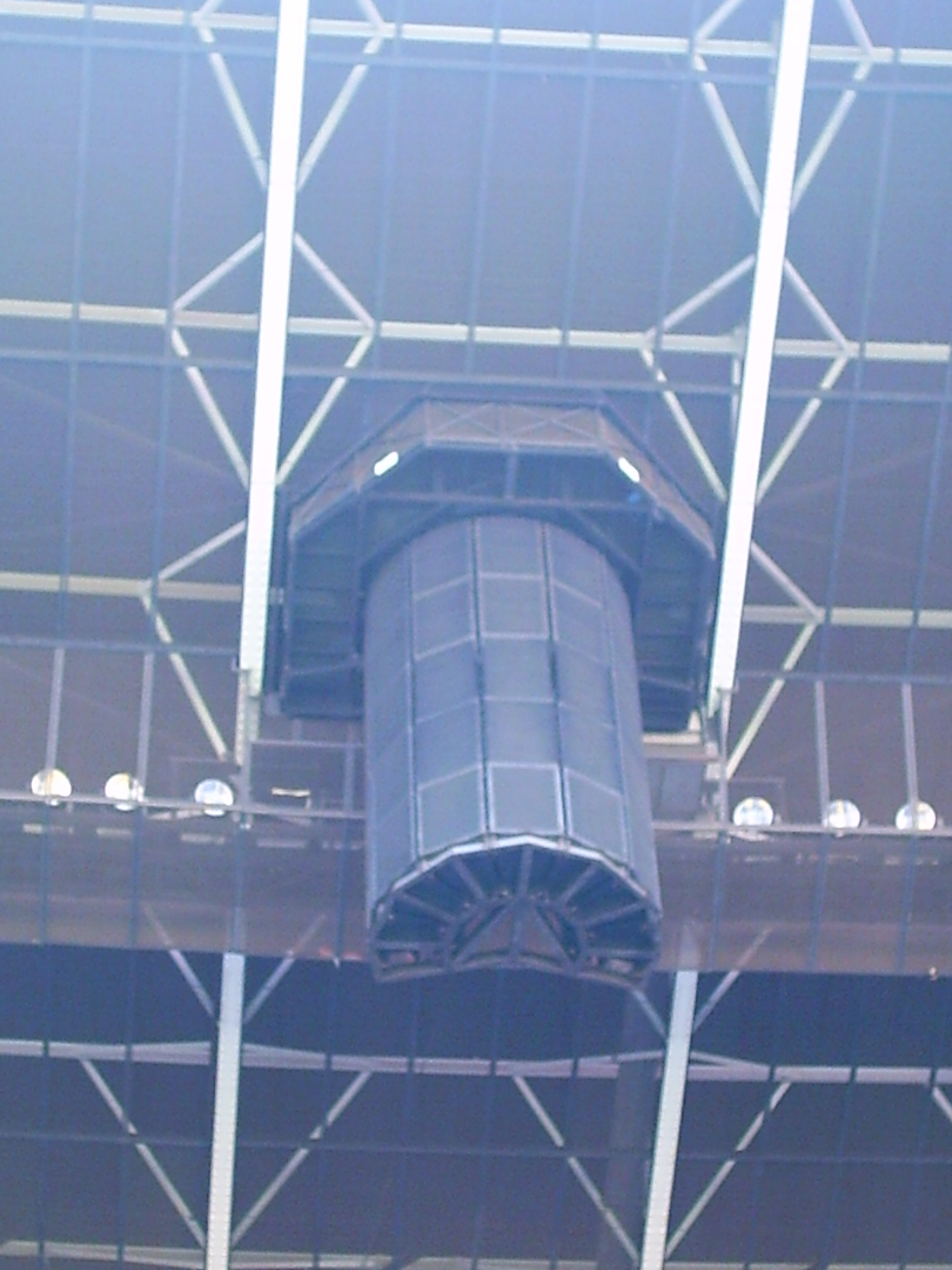
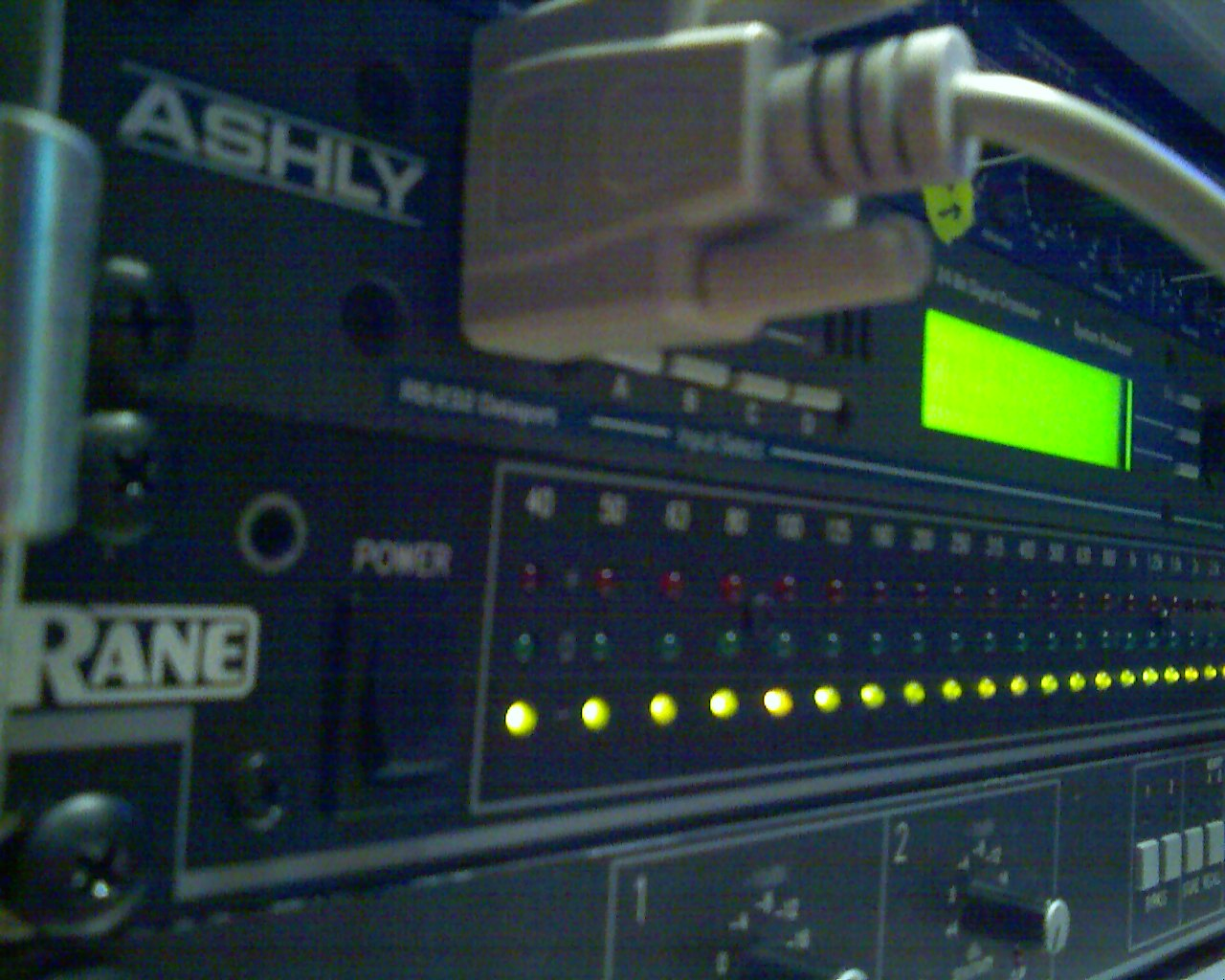